# شهرک شهید بهشتی (شیراز)
شهرک شهیدبهشتی، شهرکی در شیراز است که در دهه 60 شمسی توسط شرکت صنایع الکترونیک در 2 درب جداگانه افتتاح و توسط کارمندان این شرکت عمدتاً با خانه‌های یک طبقه ساخته شد .

## موقعیت جغرافیایی
این شهرک در قسمت شمال غرب شیراز  قبل از شهرک گلدشت حافظ و در کنار بزرگراه دکتر حسابی و پل شهدای‌جهاد قرار دارد.این شهرک در شهرداری منطقه ۱۰ شیراز قرار دارد.

## امکانات رفاهی
این شهرک دارای یک پارک در ورودی اول دو نانوایی در هر دو درب و یک نانوای سنگک که در حال حاضر بهترین در شیراز است و دو بانک با عنوان‌های ملی و تجارت مجهز به 3ATM (خودپرداز) است.   
درمانگاهاین شهرک شامل یک درمانگاه خیریه به نام درمانگاه میرزایی که بعدها به نام خلیج فارس تغییر نام داد می‌باشد .